# Incomplete
«Incomplete» (с англ. — «Неполный») — первый сингл с пятого студийного альбома группы Backstreet Boys — Never Gone. Это первый сингл группы после трехлетнего перерыва в творчестве. Песня имела коммерческий успех, достигнув 13-го места в американском Billboard Hot 100 и получив золотую сертификацию за продажу более полумиллиона копий в США. Кроме того, она стала хитом в нескольких европейских странах и дебютировала под номером один в Австралии, став единственным хитом группы номер один в этой стране и получив двойной платиновый сертификат продаж в 2020 году.

## Музыкальное видео
Режиссёр видео — Джозеф Кан. Этот клип имеет существенные отличия от предыдущих работ группы. Здесь был использован яркий солнечный фон и четыре стихии — огонь, дождь, снег, вода, которые олицетворяли четырёх участников группы: Ника Картера, Хауи Дороу, Кевина Ричардсона и Брайана Литтрелла. Для Эй Джея Маклина была предусмотрена другая концепция, так как его вокал был лидирующим. Видео снималось в Ланкастере и на Зума Бич (Zuma Beach), штат Калифорния. Так как Эй Джей олицетворяет рок в группе, его снимали на фоне яркого заката с некоторым Голливудским лоском. Он едет по шоссе на классической машине, освещаемый лучами заходящего солнца. Ник Картер — непостоянная личность с изменчивым настроением. Он притягивает, но если подпустить его ближе — становится опасным. Таким образом, его олицетворял огонь. Хауи Дороу — эмоциональный участник группы — сравним с дождём. В клипе он сидит под старым деревом, которое гнётся из-за порывов ветра. Далее начинается ливень. Кевин Ричардсон, самый зрелый и рассудительный участник, выглядит в клипе «холодным». Он олицетворяет снег. В видеоклипе Кевин играет на белом пианино среди тлеющего леса, когда с неба начинают падать хлопья снега. И Брайан Литтрелл, которого Кан описал как «большой энергетический шар, который невозможно остановить», предстал в клипе океанской стихией. Он стоит по колени в воде, настигаемый штормовыми волнами. Конец видео — это воссоединение группы. Они идут через пустыню и лучи заката, отображают на земле их силуэты.

## Критика
Чак Тейлор из журнала Billboard сравнил вокал группы с вокалом Брайана Адамса и Blessid Union of Souls, сказав, что песню было бы приятно услышать по радио. Британский обозреватель Джеймс Мастертон написал, что «Incomplete» доказал, что группа не потеряла свой талант после перерыва, продолжая называть трек помпезным.

## Трек-лист
| US promo CD 1. "Incomplete" (album version) – 3:59 2. Call-out research hook – 0:16 European CD single 1. "Incomplete" – 3:59 2. "Movin' On" – 3:30 UK CD1 1. "Incomplete" – 3:59 2. "Incomplete" (instrumental) – 3:59 | UK CD2 and European maxi-single 1. "Incomplete" – 3:59 2. "My Beautiful Woman" (Paul Wiltshire, Victoria Wu) – 3:36 3. "Movin' On" (Howie Dorough, Wade Robson, Nate Butler) – 3:30 4. "Incomplete" (video) |

## Чарты и сертификации
| Чарт(2005–2006)                         | Высшая позиция |
| --------------------------------------- | -------------- |
| Австралия (ARIA)                        | 1              |
| Австрия (Ö3 Austria Top 40)             | 6              |
| Бельгия/Фландрия (Ultratop 50)          | 14             |
| Бельгия/Валлония (Ultratop 50)          | 13             |
| Canada CHR/Pop Top 30 (Radio & Records) | 1              |
| СНГ (TopHit Airplay)                    | 11             |
| Czech Republic (IFPI)                   | 1              |
| Дания (Tracklisten)                     | 3              |
| Europe (European Hot 100 Singles)       | 6              |
| Финляндия (Suomen virallinen lista)     | 14             |
| Франция (SNEP)                          | 19             |
| Германия (GfK)                          | 3              |
| Greece (IFPI)                           | 11             |
| Венгрия (Rádiós Top 40)                 | 1              |
| Ирландия (IRMA)                         | 5              |
| Италия (FIMI)                           | 2              |
| Нидерланды (Dutch Top 40)               | 8              |
| Нидерланды (Single Top 100)             | 4              |
| Новая Зеландия (Recorded Music NZ)      | 12             |
| Норвегия (VG-lista)                     | 8              |
| Poland (Nielsen Music Control)          | 3              |
| Испания (PROMUSICAE)                    | 2              |
| Швеция (Sverigetopplistan)              | 9              |
| Швейцария (Schweizer Hitparade)         | 3              |
| Великобритания (OCC UK Singles)         | 8              |
| США (Billboard Hot 100)                 | 13             |
| США (Billboard Adult Contemporary)      | 4              |
| США (Billboard Adult Pop Airplay)       | 21             |
| США (Billboard Pop Airplay)             | 8              |
| US Pop 100 (Billboard)                  | 6              |

| Чарт(2005)                        | Позиция |
| --------------------------------- | ------- |
| Australia (ARIA)                  | 25      |
| Austria (Ö3 Austria Top 40)       | 48      |
| Belgium (Ultratop 50 Wallonia)    | 64      |
| CIS (Tophit)                      | 23      |
| Europe (European Hot 100 Singles) | 64      |
| Germany (Official German Charts)  | 59      |
| Hungary (Rádiós Top 40)           | 27      |
| Italy (FIMI)                      | 12      |
| Netherlands (Dutch Top 40)        | 82      |
| Netherlands (Single Top 100)      | 78      |
| Romania (Romanian Top 100)        | 24      |
| Sweden (Sverigetopplistan)        | 73      |
| Switzerland (Schweizer Hitparade) | 22      |
| UK Singles (OCC)                  | 172     |
| US Billboard Hot 100              | 64      |
| US Adult Contemporary (Billboard) | 12      |

| Регион | Сертификация  | Продажи  |
| --- | ------------- | -------- |
| Австралия (ARIA) | 2× Платиновый | 140 000  |
| Италия | —             | 25,000   |
| США (RIAA) | Золотой       | 500 000* |
| * Данные о продажах приведены только на основе сертификации. · Данные о продажах + прослушиваниях приведены только на основе сертификации. |               |          |